# トレイル溶鉱所事件
トレイル溶鉱所事件（トレイルようこうじょじけん、トレイル・スメルター事件、Trail Smelter Arbitration Case）は、国際的な公害事件において「領域の使用に関する国家の管理責任」を認めた初めての裁判事例である。

## 経緯
カナダのコミンコ社(Consolidated Mining and Smelting Company of Canada, Ltd.）は、アメリカ合衆国との国境から約10kmにあるカナダのブリティッシュコロンビア州トレイル市(City of Trail)近郊にトレイル溶鉱所を所有し、鉛と亜鉛を精錬させていた。同溶鉱所では1925年と1927年に高い煙突を増設し、生産量を増加させた。
しかし、この溶鉱所から排出された亜硫酸ガスがコロンビア川の渓谷にそって南下、アメリカ合衆国ワシントン州の農作物や森林に被害を与えた。1927年、アメリカ合衆国はカナダに対して、この損害についての苦情を申し立てた。

## 損害賠償勧告
1928年8月7日、国際合同委員会に英米（この当時、カナダは英国の自治領だった）がこの問題を付託し、その報告と勧告を求め、1931年2月28日に勧告がなされた。
その勧告の内容は、
1. 1932年1月1日までにカナダは損害賠償としてアメリカ合衆国に35万ドルを支払う。
2. トレイル溶鉱所は、将来発生する損害を減少させるために施設の改善を行う。
3. 1932年1月1日以降の損害については、損害を受けた私人の請求が会社により解決されない場合には、両国政府が損害額を算定し、会社は即時その算定額を支払う。

の3つであった。
カナダ政府はこの勧告を受け入れて損害賠償を支払い、本件は解決したかと思われた。
しかしアメリカ合衆国は、その後も損害が継続していることとして、カナダに再抗議を行った（1933年2月17日）。

## 仲裁裁判
1935年8月3日、両国は本件解決のための仲裁協定（オタワ条約、同名だが1997年の対人地雷禁止条約とは異なる）を締結し、仲裁裁判で問題を解決することとした。
この仲裁協定の第3条に記載された付託事項は以下の4つである。
1. 1932年1月1日以降もトレイル溶鉱所はワシントン州に損害を引き起こしているか。そうだとすれば賠償額はいくらか。
2. （1）に対する回答が肯定的なら、トレイル溶鉱所は将来の損害発生を抑止するように要請されるのか。もし要請されるとすればどの程度か。
3. トレイル溶鉱所はどのような措置を取るべきか。
4. （2）（3）の判決に対する賠償額はいくらか。

また仲裁協定の第4条には、本裁判の準拠法として、「国際法ならびに国際慣行およびアメリカ合衆国において同種の問題を処理する際に採用されている法と慣行」に従うと定められた。

### 中間判決
1938年4月16日、仲裁裁判で以下の中間判決が出された。
1. 1932年1月1日から1937年1月1日までの森林に対する損害を認め、賠償額を7万8000ドルとする。
2. ただし、アメリカ合衆国の主張した「主権の侵害」に基づく損害賠償は否定する。
3. また経済的損害に関する賠償は、これが不確定であるために認められない。
4. トレイル溶鉱所は、将来ワシントン州に損害が生じないよう抑止する義務はあるが、コロンビア渓谷の気象条件とばい煙に関するデータに基づく情報が不足しているため、恒久的な体制について裁判所は判断できない。十分な情報を得られるまでは、暫定的な体制を確立すべし。

### 最終判決
1941年3月11日、以下の最終判決が出された。
1. アメリカ合衆国は1937年10月から1940年10月までに起きた損害を明確に立証していないとして、カナダはいかなる賠償も支払う必要はない。
2. しかし、ばい煙による損害が重大な結果を伴い、そしてその損害が明白かつ納得させうる証拠により立証される場合には、いかなる国家も他国の領土内で、もしくは他国の領土、領土内の財産や人に対して、ばい煙による損害を発生させるような方法で自国の領土を使用を許す権利を有するものではない。カナダはトレイル溶鉱所の行為に対しては国際法上の責任があり、溶鉱所の行為に注意を払うことはカナダ政府の義務である。